# Emāmzādeh Bāqer
Emāmzādeh Bāqer (persiska: امامزاده باقر) är en ort i Iran.   Den ligger i provinsen Teheran, i den centrala delen av landet, 30 km sydväst om huvudstaden Teheran. Emāmzādeh Bāqer ligger 1 029 meter över havet och antalet invånare är 722.
Terrängen runt Emāmzādeh Bāqer är platt, och sluttar söderut.Runt Emāmzādeh Bāqer är det tätbefolkat, med 276 invånare per kvadratkilometer. Närmaste större samhälle är Eslāmshahr, 8,2 km nordost om Emāmzādeh Bāqer. Trakten runt Emāmzādeh Bāqer består till största delen av jordbruksmark.